# Caspe
Caspe è un comune spagnolo di 9 728 abitanti situato nella comunità autonoma di Aragona; è il capoluogo della comarca del Bajo Aragón-Caspe.
Secondo la leggenda sarebbe stata fondata da Tuval (figlio di Jafet e nipote di Noè), nella spedizione che fece risalendo le acque dell'Ebro fino a Logroño.
È situata a 100 km a sud est di Saragozza, nella omonima provincia, sulle rive del fiume Guadalope (che non ha acqua in questo tratto essendo stato deviato dopo la costruzione della diga di Mequinenza), a pochi chilometri dal fiume Ebro, e sulla cui riva destra è stato costruito un nuovo quartiere chiamato El Dique il quale è parte integrante di Caspe.

## Storia
Di probabile origine musulmana, Caspe fu conquistata dai cristiani nel 1169.
Tredici anni più tardi (1182) il re Alfonso II d'Aragona consegnò la fortezza ai Cavalieri Ospitalieri.
Nel 1412 si svolse nella cittadina la celebre riunione fra i magnati della Corona d'Aragona (conosciuta come il Compromesso di Caspe) nella quale fu nominato re Fernando di Antequera della famiglia castigliana dei Trastámara che avrebbe acquisito il nome di Ferdinando I d'Aragona.
Nel XX secolo, durante la Guerra Civile Spagnola, fu sede del "Consiglio di Aragona", organo di governo dell'Aragona Republicana. A Caspe venne altresì redatto lo Statuto d'Autonomia di Aragona nel 1936, che non arrivò mai a essere ratificato dalle Cortes (Parlamento spagnolo) dato l'esito della guerra civile in favore di Francisco Franco e il conseguente instaurarsi di una dittatura fortemente centralista.

## Politica
Attualmente è sede del Parlamento d'Aragona (Cortes de Aragòn).
Sindaco della città è María Teresa Francín Piquer (PSOE).

## Economia
L'economia della città, prima del recente sviluppo, si basava su agricoltura e industria tessile. Attualmente, l'agricoltura, le attività agricole, l'allevamento e il settore dei servizi formano il tessuto economico della città.
Caspe dispone di 4 poligoni industriali:
"El Castillo", "El Portal", "Cabezo Mancebo" e "Los Arcos".
Si svolgono inoltre diverse fiere annuali: EXPOCASPE, NAUPESCA e il Salone Aragonese di Numismatica, Filatelia e Collezionismo.
Uno dei prodotti tipici della zona è il pomodoro secco.

## Società

### Evoluzione demografica
| 1900  | 1910  | 1920  | 1930  | 1940  | 1950   | 1960  | 1970  | 1981  | 1991  | 2001  | 2006  |
| ----- | ----- | ----- | ----- | ----- | ------ | ----- | ----- | ----- | ----- | ----- | ----- |
| 7 808 | 8 893 | 9 259 | 9 992 | 9 844 | 10 128 | 9 603 | 9 162 | 8 339 | 8 029 | 7 896 | 8 486 |

Negli ultimi anni c'è stato un aumento considerevole della popolazione immigrata.

## Patrimonio artistico e culturale

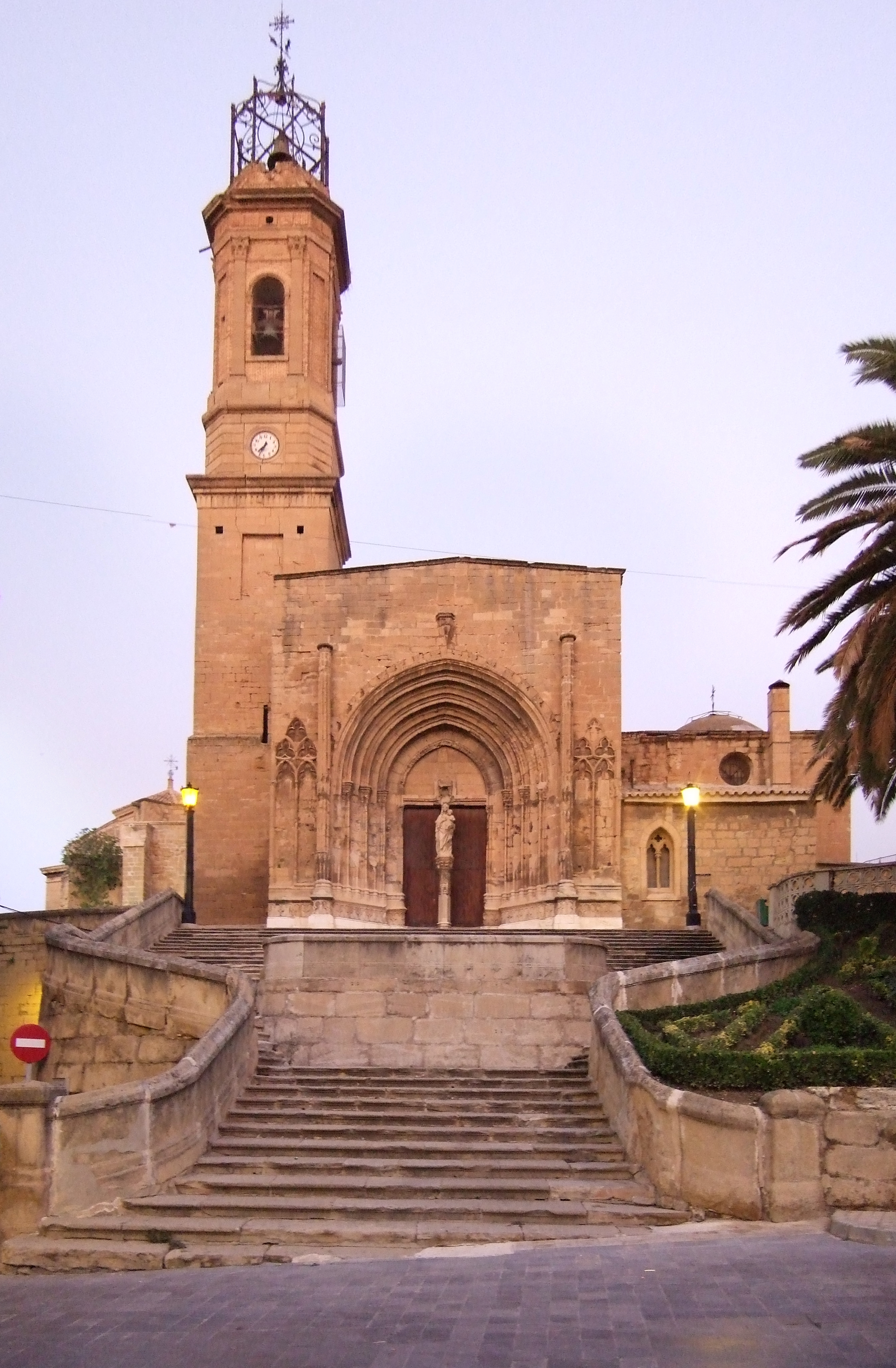
Collegiata di Santa María la Mayor del Pilar (secoli dal XII al XVIII)

Caspe può contare su un importante patrimonio storico-artistico: Castello del Compromesso -in restauro-, Collegiata di Santa Maria la Mayor, Mausoleo Romano di Miralpeix, Eremo della Maddalena, Convento dei Padri Francescani, Torre di Salamanca.
Alcune di queste costruzioni si trovano però in un non ottimale stato di conservazione motivo da cui discende la conseguente difficoltà ad attrarre turismo.
Nel nuovo quartiere di El Dique, costruito quale ampliamento di Caspe sulla riva destra dell'Ebro, è stato recentemente costruito un Museo della Pesca oltre a un Porto Sportivo.
Nella cittadina si trova inoltre un centro studi chiamato "Historia de la Autonomía de Aragón" (Storia dell'autonomia d'Aragona) in cui si divulgano le condizioni che hanno permesso all'Aragona di disporre di uno Statuto d'autonomia.

## Eventi
- Settimana Santa
- Commemorazione del Compromesso di Caspe (giugno)
- Feste Patronali (agosto)
- Fiera Regionale (inizi di novembre)

## Comunicazioni
Caspe fu un importante nodo di comunicazioni, oggi venuto meno, soprattutto a causa dello stato in cui versano le sue strade per responsabilità delle istituzioni pubbliche.
Inoltre la rete ferroviaria spagnola, RENFE, sta gradualmente tagliando convogli sia passano a Caspe e ora quasi tutto il traffico ferroviario è mercantile, in molti casi vengono trasportati materiali pericolosi.

## Amministrazione

### Gemellaggi
- Gaillac
- Almería, dal 1998
- Santa Maria a Vico